# Jacob Frey
Jacob Frey (* vor 1520 in Straßburg; † 1562 in Maursmünster; auch Jakob Frey geschrieben) war ein Dramatiker und Schwankdichter, der in alemannischem Dialekt schrieb.
Frey stammte aus Straßburg und wirkte von 1545 bis 1562 als Stadtschreiber und Notar in Maursmünster.
Als sein Hauptwerk gilt die Schwanksammlung Die Gartengesellschaft, deren 127 Geschichten er teilweise Johannes Paulis Predigtmärlein entnahm und ins Elsass und die Schweiz verlegte. Daneben verfasste er auch Dramen und Komödien nach biblischen Stoffen.

## Werke
- Abraham und Isaak. Drama, undatiert
- Von dem armen Lazarus und dem reichen Mann. Komödie, 1533
- Von einem Krämer oder Triackersmann. Fastnachtsspiel, 1533
- Salomon. Drama, 1541
- Die Gartengesellschaft. Schwänke, 1556
- Judith. Drama, 1564